# Château de Noüe
Le château de Noüe est situé sur le territoire de la commune de Villers-Cotterêts dans le département de l'Aisne en Hauts-de-France.
Le château fait l’objet d’une inscription au titre des monuments historiques depuis 1927 .
L'ensemble (château, façades et toitures, colombier, chapelle et la totalité de l'enceinte et des remises) fait l'objet d'un second arrêté de protection par le préfet de la Région Picardie le 5 juillet 2004 .

## Historique
Le premier château connu au lieu-dit la Noue ou la Noüe aurait été construit à la fin du Xe ou au tout début du XIe siècle au bourg de Pisseleux, sur la commune de Villers-Cotterêts. 
Il a été remplacé par un autre château construit au XIIIe siècle puis, aux XVe et XVIe siècles dont on voit encore l'enceinte, le donjon, le pigeonnier et la tourelle sur la façade du corps de logis. Le corps de logis ainsi que les dépendances ont été réaménagées au XIXe siècle. L'imposant pigeonnier en pied atteste que le château était à un seigneur haut-justicier.
La terre de Noüe fut possédée par la  famille de Noüe depuis le XIe siècle. Bienfaitrice de la chartreuse de Bourgfontaine et des prieurés de Collinances et Longpré en Valois, la famille obtint en 1156 d'Anscoul de Pierrefonds, évêque de Soissons, le droit de construire une chapelle dédiée à saint Jacques. 
Pierre II de Noüe fut obligé de vendre la terre et la seigneurie de Noüe vers 1539 au roi François Ier qui y installa Anne de Pisseleu, duchesse d'Étampes, sa maîtresse.
Le 13 mai 1642, Robert III de Noüe vendit la ferme de Noüe aux dames religieuses de Soissons.

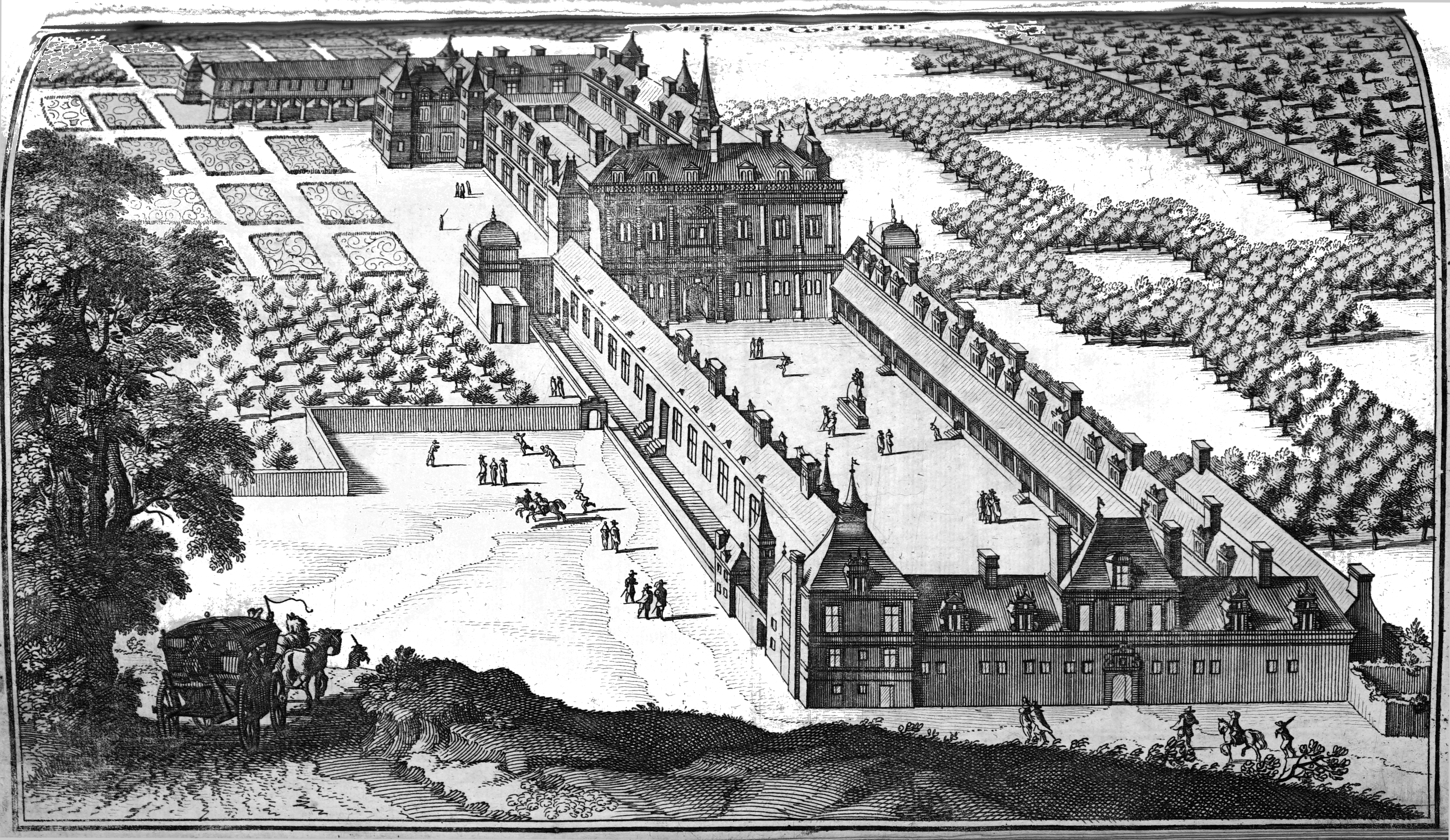
Au XVIIe siècle.

Après la famille de Noüe et Anne de Pisseleu, on sait que le château, en 1672, était la propriété de Denis Leroy, chevalier d'Acquêt. En 1793, c'est Louis de Foucault, son propriétaire de l'époque qui fait araser les tours et brûle les archives du château.
En 1848, le château servit de résidence au chef arabe Mohamed Ben Abdallah, dit Bou-Maza qui, après s'être rendu aux Français durant la conquête de l'Algérie, fut assigné à résidence à Villers-Cotterêts. Avant 1914, un Américain du nom de Henderson en est le propriétaire.
En 1957, il devient la propriété de madame Pauline André-Lécroart, d'une famille originaire du département du Nord. Son fils Charles André y crée les Pépinières du Valois qui exploitent à Villers-Cotterêts des vergers, notamment expérimentaux. Charles André fut nommé Best Fruit Grower of the Year en 1989 par la Dwarf Fruit Tree Association (USA).

## Architecture
La partie ancienne du château est constituée par l'enceinte rectangulaire épaulée de contreforts et d'échauguettes du XVe siècle.
Le châtelet d'entrée est de style François Ier. C'est un donjon carré à trois niveaux, cantonné de quatre tourelles. Les parties hautes ont été arasées à la Révolution en signe d'abolition des privilèges. Du premier étage, on accède de chaque côté au chemin de ronde.
De cette même époque datent le colombier et la chapelle. Le colombier est le plus colossal du Valois : d'un diamètre de 9,20 mètres, il repose au rez-de-chaussée sur une colonne centrale en voûte d'ogives. Au-dessus, une échelle fixée à un arbre tournant, haute de huit mètres, permet d'atteindre les 3 755 pots ou boulins servant de nids aux pigeons du domaine.
La chapelle actuelle date du XVIe siècle. On y accède par une porte encadrée de deux pilastres cannelés à chapiteaux dont le tympan est sculpté d'un crâne posé sur deux tibias. 
Le corps de logis a été largement remanié au XIXe siècle par la famille Picot, importants cultivateurs qui avaient établi, après la Révolution, leur résidence au château. Toute la façade côté parc fut refaite dans le style du Premier Empire. La partie centrale s'embellit d'un large fronton sur lequel trône Cérès, déesse des moissons, entourée de tous les attributs de l'abondance et de l'agriculture. Ces sculptures seraient l'œuvre de Jules Manet, sculpteur du XIXe siècle.